# Конюшенко Сергій Вікторович
Сергі́й Ві́кторович Конюше́нко (нар. 9 липня 1975 року, Київ, СРСР) — український футбольний тренер і колишній футболіст.